# Entrevías (série télévisée)
Pour les articles homonymes, voir Entrevías (homonymie).
Entrevías est une série télévisée espagnole de Mediaset España pour Telecinco créée par Aitor Gabilondo et David Bermejo, avec José Coronado dans le rôle principal.
La série, produite par Mediaset et Netflix, a été encensée par la critique. Elle se déroule dans le quartier populaire d'Entrevías, situé dans le district de Puente de Vallecas à Madrid.
Bénéficiant d'une distribution reconnue, avec notamment José Coronado, Maria Molins, Laura Ramos, Luis Zahera et Itziar Atienza, la série révèle de nombreux talents, dont la jeune actrice catalane Nona Sobo et l'acteur colombien Felipe Londoño, ainsi que María de Nati dans les premières saisons.

## Synopsis
Dans un quartier populaire madrilène, Tirso Abantos, un ancien combattant, vétéran de la guerre de Bosnie, cherche à rétablir l'ordre et l'autorité dans son voisinage à la suite de la situation dramatique de sa petite-fille Irene face aux narco-trafiquants.

## Fiche technique
- Titre original : Entrevías
- Réalisation : David Bermejo
- Scénario : David Bermejo
- Photographie : Jaime Perez, Jesús Haro, Roberto Fernández
- Musique : Víctor Reyes, Zacarías M. de la Riva

## Distribution
- José Coronado (VF : Stefan Godin) : Tirso Abantos
- Luis Zahera : Ezequiel Fandiño
- Nona Sobo (VF : Charlotte Hervieux) : Irene Sánchez Abantos
- Felipe Londoño (VF : Hugo Brunswick) : Nelson Gutiérrez
- Laura Ramos (VF : Sophie Riffont) : Gladys
- Maria Molins (VF : Julie Dumas) : Jimena Abantos[7]
- Miguel Ángel Jiménez : Santi Abantos
- Manolo Caro (VF : Yann Guillemot) : Sanchís
- Manuel Tallafé (VF : Stéphane Bazin) : Pepe
- Itziar Atienza (VF : Léovanie Raud) : Amanda Martos
- María de Nati : Nata
- Franky Martín (VF : Marc Saez) : Sandro
- Raúl Sanz (VF : Laurent Maurel) : Diego
- Jordi Sánchez i Zaragoza : Guillermo Salgado
- Luna Fulgencio : Enfant[8]
- Carmen Esteban (es)  : Alicia  (16 épisodes, 2021-2024)
- Michelle Calvó  : Dulce  (15 épisodes, 2023-2024)
- Martín Páez (es)  : Ribery  (15 épisodes, 2022-2024)
- Viktor Beltrán (es)  : Pantera  (15 épisodes, 2022-2024)
- Catalina Sopelana (es)  : Camila  (7 épisodes, 2024)
- Juan Pablo Shuk (es)  : René  (7 épisodes, 2024)
- Óscar Higares (VF : Jérôme Pauwels) : Antonio Romero, dit Romero  (saisons 3 et 4, 2023-2024, 15 épisodes)

### Version française
Le doublage français de la série est dirigé par Barbara Delsol et Ethel Houbiers.
 Source et légende : version française (VF) sur RS Doublage.

## Épisodes

### Première saison (2022)
1. Un enfoiré de la vieille école (Un cabronazo de la vieja escuela)
2. Tes radios cassées (Radios estropeadas)
3. Apprendre à mordre (Morder)
4. Ce qui se cache sous le tapis (Lo que se esconde bajo la alfombra)
5. Ce n'est pas à un vieux singe… (Perro viejo no perrea)
6. Voler un voleur, n'est pas voler (Quien roba a un ladrón)
7. Les Robins des Bois (Los Robin Hood)
8. Le Dernier Train (El último tren)

### Deuxième saison (2022)
1. Raccrocher le tablier (Colgar la casaca)
2. Un wagon oublié (Un vagón olvidado)
3. Écoute ton cœur (Escuchar al corazón)
4. Pères et fils (Salto al vacío)
5. La Dure Vérité (La cruda verdad)
6. Par amour (Todo por amor)
7. Un polo orange (Un polo naranja)
8. S'ils me tuent (Si me matan)

### Troisième saison (2023)
1. Un bâton dans le nid de frelons (Un palo en el avispero)
2. La Faute (Culpa)
3. Pleurs (Llanto)
4. Petits machos violents (Machitos violentos)
5. Secondes chances (Segundas oportunidades)
6. Ce que dicte la conscience (Lo que dicta la conciencia)
7. Un bon garçon (Un buen muchacho)
8. Le Paradis d'Entrevias (El cielo de Entrevías)

### Quatrième saison (2024)
1. Una razón para levantarme
2. Setenta y tres con diez
3. Ganar todas las guerras
4. Pactar con el diablo
5. Mudanzas
6. Tenerle miedo al miedo
7. Inocente
8. El destino de un soldado

## Polémique
Des habitants du quartier d'Entrevías ont exprimé leur mécontentement, la série donnant selon eux une mauvaise image.